# Wietalaba-Nationalpark
Der Wietalaba-Nationalpark (englisch Wietalaba National Park) ist ein 18 km² großer Nationalpark  in Queensland, Australien.
Der Park befindet sich 48 km südlich von Gladstone und 36 km westlich von Miriam Vale, der nächste Ort ist Nagoorin. Es gibt weder Zufahrtsstraßen noch Besuchereinrichtungen.